# アポパ
アポパ(スペイン語：Apopa)は、エルサルバドル西部のサン・サルバドル県の都市。
2016年の人口は18万500人で、国内5位。
ソヤパンゴやサン・サルバドルと共に大サン・サルバドル都市圏を形成する。
アポパは「霧の土地」を意味する。

## 人口
- 1992年9月27日：8万8827人
- 2007年5月12日：13万1286人
- 2016年6月30日：18万500人

## 歴史

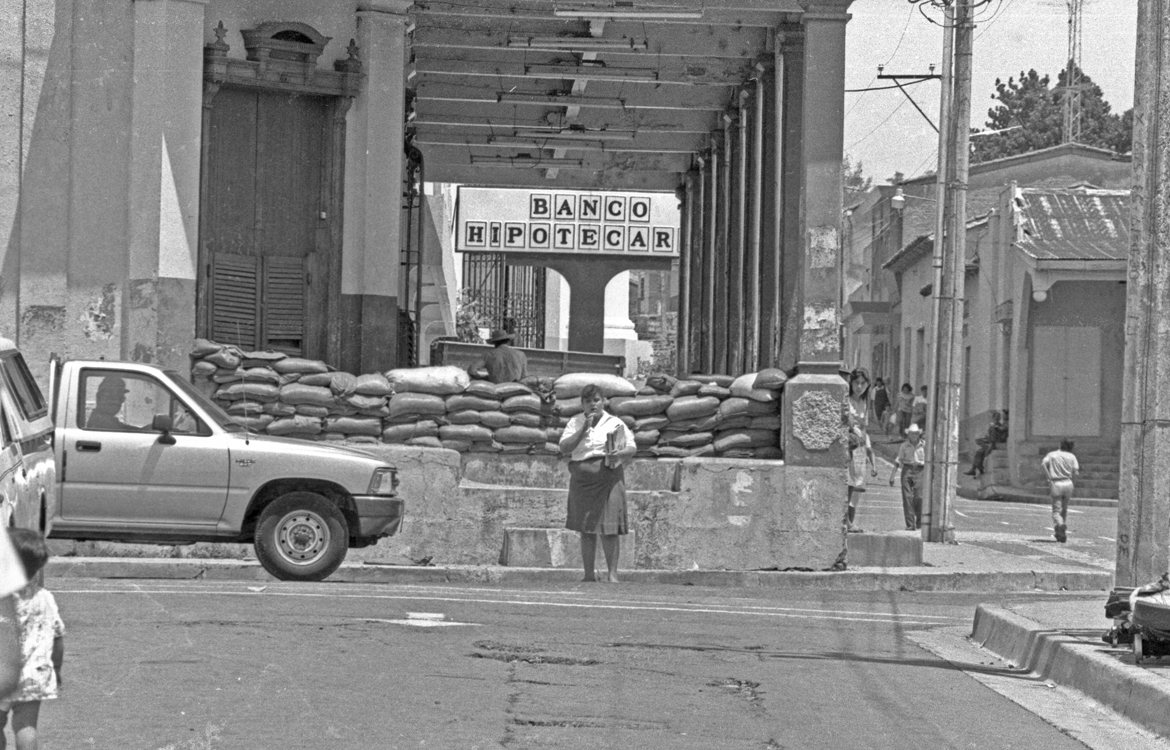
1990年のアポパの通り

1824年6月12日、サン・サルバドル県に編入された。
1836年3月9日、中米連邦の連邦地区に編入された。
1839年6月30日、中米連邦が崩壊し、アポパはサン・サルバドル北区に編入された。
1860年11月14日、アポパの人口は2194人だった。
エンジェル・アラソラ、サン・ホセ、サン・ニコラスの3地区に分かれていた。
1865年1月28日、サン・マルティン、ネハパン、トナカテペケから成る北区の区都が置かれた。
1874年3月7日、村に昇格した。
1878年、エル・パイスナルを合併した。
1892年、北区の区都がアポパからトナカテペケに移った。
1921年1月7日、市に昇格した。

## スポーツ
サッカーのC.D.ヴェンダヴァル・アポパがエル・サルバドル2部リーグで戦っている。

## 写真

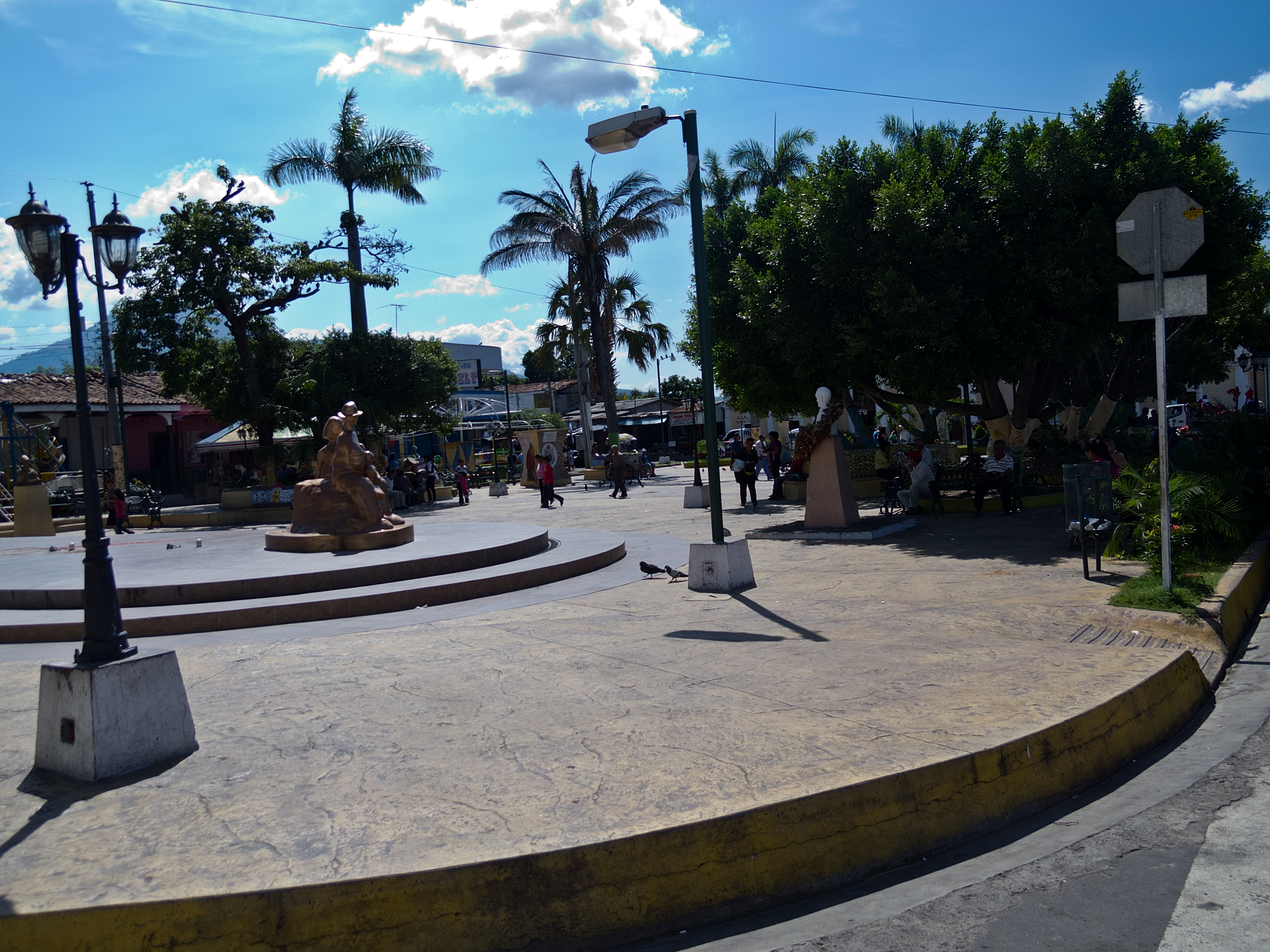
アポパ中央公園
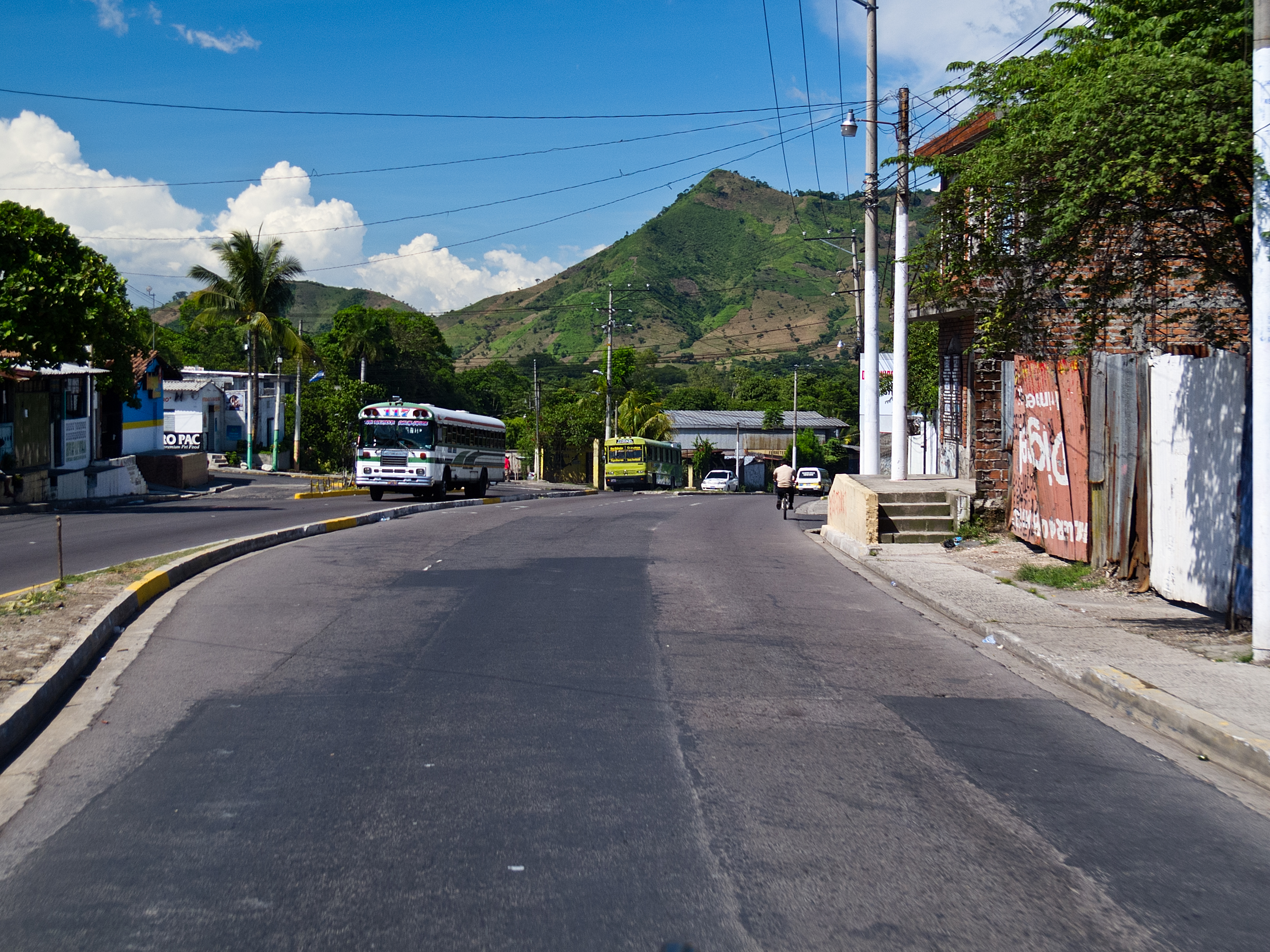
ホンジュラスに向かう北部幹線道路
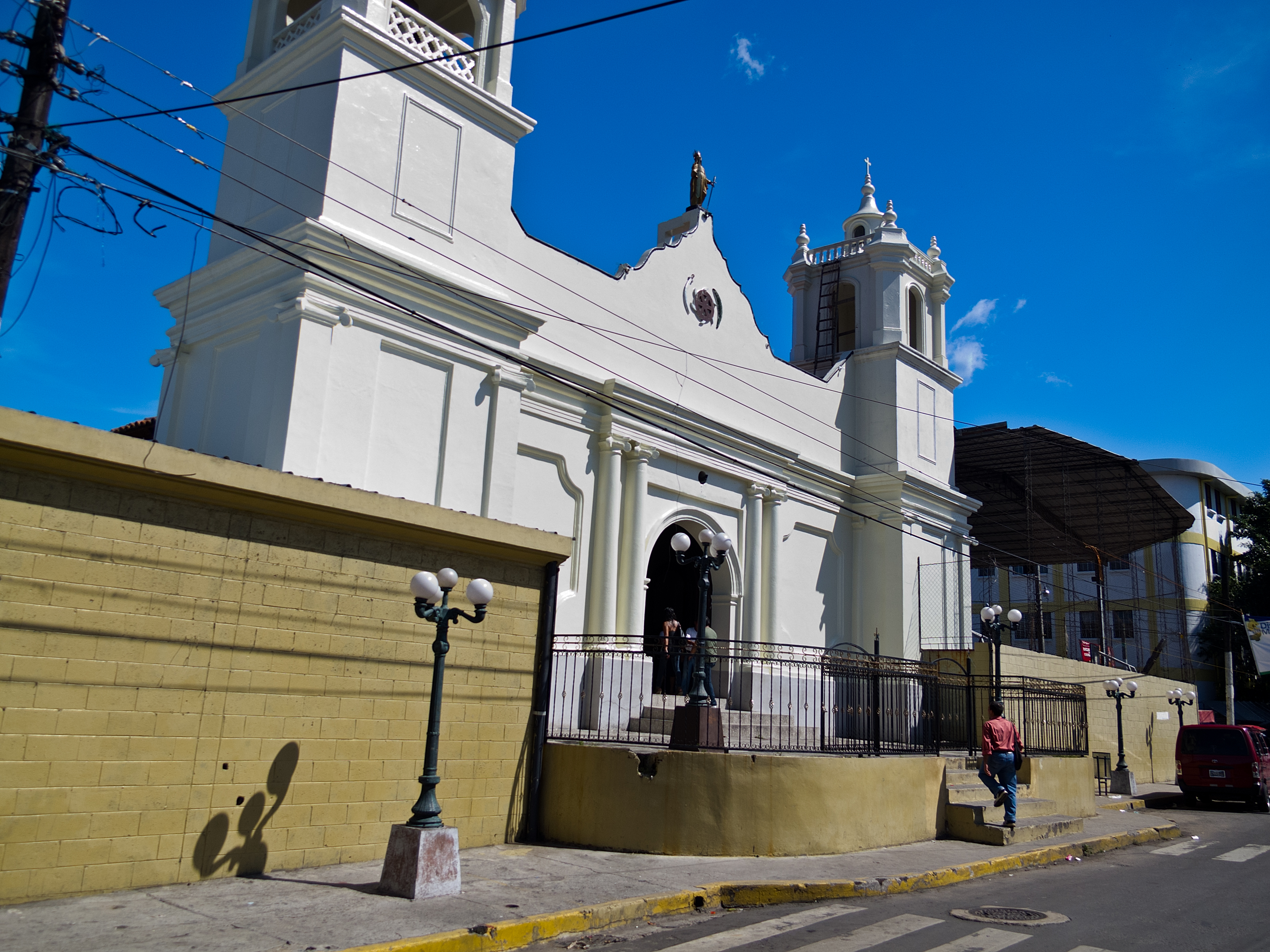
中央公園前のカトリック教会
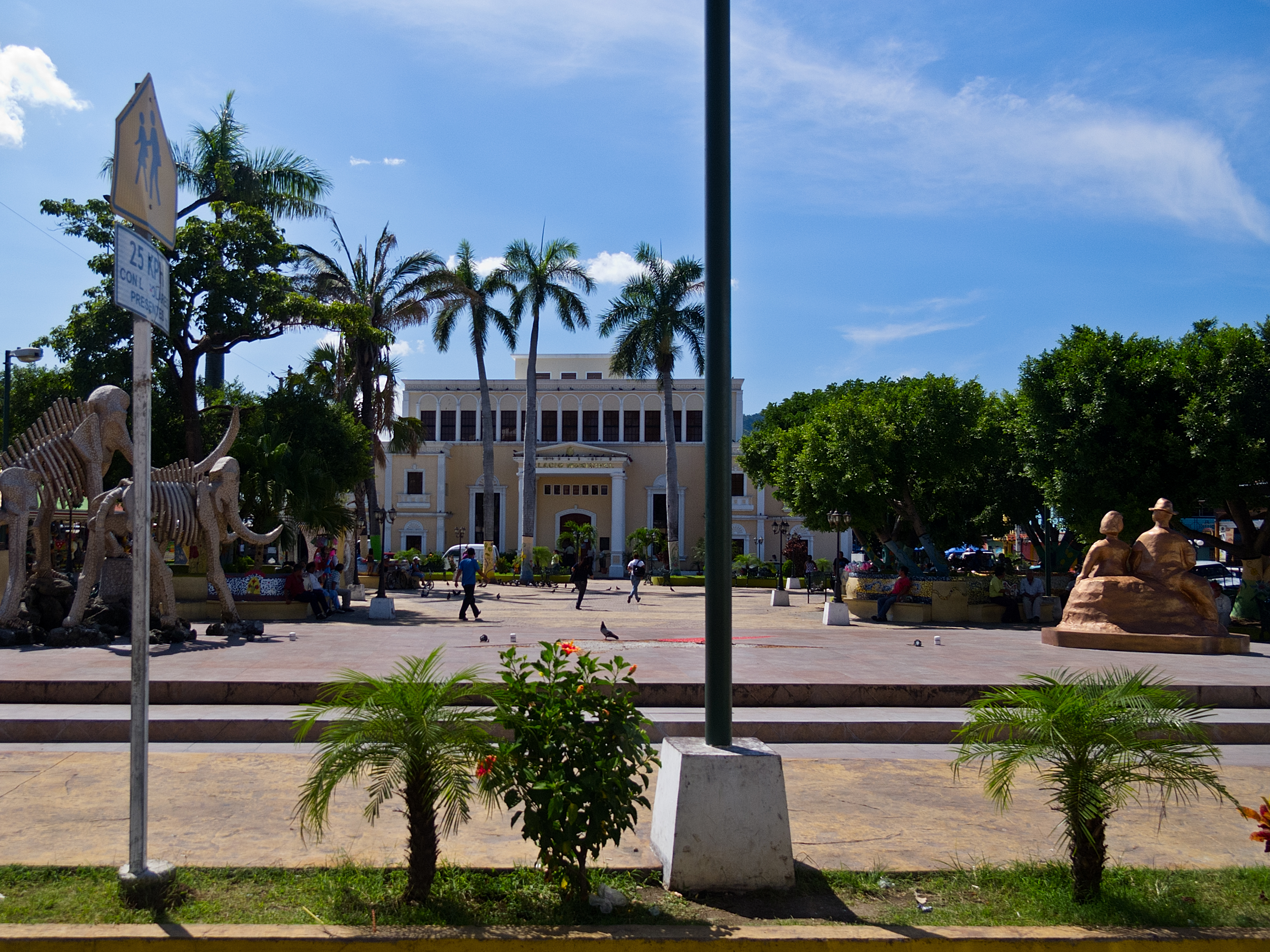
アポパ市役所